# Małgorzata Byzdra
Małgorzata Byzdra, z d. Strzałkowska (ur. 5 marca 1967 w Kraśniku) – polska piłkarka ręczna, mistrzyni Polski (1995) z Montexem Lublin.

## Kariera sportowa
Była wychowanką klubu MKS Kraśnik, od 1985 do 1988 występowała w MKS Lublin. W latach 1988–1993 była piłkarką Ruchu Chorzów, od 1993 do 1995 występowała w Monteksie Lublin, z którym zdobyła mistrzostwo Polski w 1995. Od sezonu 1995/1996 grała w Jarosławskim Klubie Sportowym, zdobywając z nim brązowy medal mistrzostw Polski w 1997. W sezonie 2000/2001 została zawodniczką Zagłębia Lubin, zdobywając w 2001 kolejny brązowy medal mistrzostw Polski. W rundzie wiosennej sezonu 2003/2004 występowała w zespole Łysogóry Kielce.
W 1985 zdobyła z drużyną narodową brązowy medal młodzieżowych mistrzostw świata. 27 maja 1994 zagrała jedyny raz w reprezentacji Polski seniorek w towarzyskim spotkaniu z Danią, była też reprezentantką Polski juniorek.
Jej córką jest piłkarka ręczna Kinga Achruk.